# Чорна котяча акула пласкоголова
Чорна котяча акула пласкоголова (Apristurus platyrhynchus) — акула з роду Чорна котяча акула родини Котячі акули. Інші назви «борнеоська котяча акула», «чорна акула-шпатель», «пласконоса чорна акула».

## Опис
Найбільш відома довжина становить 80 см, хоча вчені вважають, що ця акула може сягати 85-90 см. Голова велика. Морда широка та сильно сплощена. Ніс витягнутий. Очі маленькі з мигательною перетинкою. Ніздрі широкі. Верхня губна борозна довша за нижню. Рот короткий, широкий. Зуби дрібні, з численними верхівками, з яких центральна вища за бокові. У неї 5 пар коротких зябрових щілин. Тулуб стрункий. Спіральний клапан шлунка має 13-22 витків. Грудні плавці помірно великі, широкі. Має 2 маленьких спинних плавця. Задній спинний плавець більше за передній. Передній спинний плавець розташовано між черевними плавцями та анальним, задній — навпроти анального плавця. Черево коротке, становить 3/5 довжини основи анального плавця. Анальний плавець дуже широкий, проте не високий. Хвіст короткий. Хвостовий плавець довгий, гетероцеркальний.
Забарвлення однотонне: темно-коричневе.

## Спосіб життя
Тримається на глибині 700 м і більше. Доволі млява, малорухлива акула, зрідка залишає свою ділянку проживання.
Статаева зрілість настає при розмірі 60 см. Це яйцекладна акула, проте є своєрідної переходною форму між яйцекладкою і яйцеживородженням. Самиця відкладає 2 яйця циліндричної форми, без вусиків (на відміну від інших представників свого роду). Самиця більшу частину інкубаційного періоду виношує яйця в череві.
Не є об'єктом промислового вилову.

## Розповсюдження
Мешкає у західній частині Тихого океана: від узбежжя південної Японії до о. Калімантан (Борнео), зустрічається в акваторії Філіппін та західного Китаю.